# 七公增一
天龍座17，又名BD+53 1876，HD 150117、SAO 30013、HR 6185，是天龍座的一颗恒星，视星等为5.08，位于銀經80.97，銀緯41.48，其B1900.0坐标为赤經16h 33m 51.9s，赤緯+53° 41.48′ 31″。